# アイディアファクトリー
アイディアファクトリー株式会社（英: IDEA FACTORY Co.,Ltd.）は、日本のゲーム会社。コンピュータエンターテインメント協会正会員。

## 歴史
1994年、データイースト出身である桑名真吾が独立し設立。主にコンシューマーゲームやアーケードゲームの開発・販売を行っている。

## 関連企業
主要子会社
- 株式会社コンパイルハート
- デザインファクトリー株式会社
- Idea Factory International, Inc. （アメリカ合衆国カリフォルニア州）

資本業務提携
- FELISTELLA株式会社

## 主要ブランド
- オトメイト

女性向け商品を扱うブランド
代表作に薄桜鬼、緋色の欠片などがある
薄桜鬼、緋色の欠片、AMNESIA、BROTHERS CONFLICT、DIABOLIK LOVERS、NORN9 ノルン+ノネット、Code:Realize 〜創世の姫君〜、ニル・アドミラリの天秤 帝都幻惑綺譚がテレビアニメ化されている
華ヤカ哉、我ガ一族がOVA化されている
- GENE Project

ディー・イー・エルとコンパイルハートが共同で設立した独立ブランド
- SUPER STING

スティングとの独立ブランド

## 主なゲーム作品

### アイエフネバーランド
幻想世界ネバーランドを舞台にした壮大なシリーズ作品
- スペクトラルフォースシリーズ
  - スペクトラルフォース（1997年10月、PS）
  - スペクトラルフォース アイラ降臨（1998年、NECインターチャネル発売/Windows）
  - スペクトラルフォース2（1998年10月、PS）
  - スペクトラルフォース愛しき邪悪（1999年8月、PS）
  - 純情で可憐メイマイ騎士団 スペクトラルフォース聖少女外伝（1999年11月、PS）
  - スペクトラルフォース2 永遠なる奇蹟（2000年、NECインターチャネル発売/Windows）
  - スペクトラルフォース ラジカルエレメンツ（2004年9月、PS2）
  - スペクトラルフォース クロニクル（2005年4月、PS2）
  - スペクトラルフォース3 イノセントレイジ（2006年6月、Xbox 360)
  - スペクトラルフォース ジェネシス(2008年6月、ニンテンドーDS)
  - いつかこの手が穢れる時に SPECTRAL FORCE LEGACY（2009年11月、PSP）
- ジェネレーションオブカオスシリーズ
  - ジェネレーションオブカオス（2001年8月、PS2）
  - ジェネレーションオブカオス ネクスト（2002年4月、PS2）
  - ジェネレーションオブカオス イクシード（2003年2月、GC）
  - ジェネレーションオブカオスIII 〜時の封印〜（2003年5月、PS2）
  - 新天魔界 ジェネレーションオブカオスIV（2004年4月、PS2）
  - 新天魔界 〜GOCIV アナザサイド〜（2005年3月、PSP）
  - 新天魔界 ジェネレーション オブ カオスV（2005年7月、PS2）
  - イーディス メモリーズ 〜新天魔界 GOCV〜（2006年5月、PSP）
  - ジェネレーションオブカオス ディザイア（2007年9月、PS2）
  - ジェネレーションオブカオス6（2012年6月、PSP）
- スペクトラルソウルズシリーズ
  - 新紀幻想スペクトラルソウルズ（2003年10月、PS2）
  - 新紀幻想スペクトラルソウルズII（2005年1月、PS2）
  - 新紀幻想 〜SSII アンリミテッドサイド〜（2005年10月、PSP）
  - ブレイジングソウルズ（2006年1月、PS2）
  - アブソリュート ブレイジング インフィニティ（2007年3月、Xbox 360）
  - ブレイジングソウルズ アクセレイト（2009年7月、PSP）
- ネバーランドを舞台にしたRPG・シミュレーションRPG
  - スペクトラルタワー（1996年10月、PS）
  - スペクトラルタワーII（1998年1月、PS）
  - モンスターコンプリワールド（1999年5月、PS）
  - 伝説獣の穴 モンスターコンプリワールド（1999年10月、PS）
  - スペクトラルブレイド（1999年12月、PS）
  - 砂のエンブレイス（2000年7月、PS）
  - グローバルフォークテイル（2001年10月、PS2）
  - 学園都市 ヴァラノワール（2002年10月、PS2）
  - フィールドオブカオス（2002年12月、Windows）
  - カルディナルアーク 〜混沌の封札〜（2003年8月、PS2）
  - 学園都市 ヴァラノワール ローゼス（2004年1月、GC）
  - ネバーランド研究史（2006年10月、PS2）
  - スペクトラルジーン（2007年11月、PS2）
- ネバーランドを舞台にしたアクション・アクションRPG・対戦格闘
  - エクスチェイサー（2003年5月、Xbox）
  - 爆炎覚醒 ネバーランド戦記 ZERO（2004年7月PS2）
  - スペクトラルVSジェネレーション（2005年9月AMI発売/アーケード、2006年4月PS2、同年10月PSP）
- ネバーランドを舞台にしたオンラインゲーム
  - キングダムオブカオス（2000年より稼動-2012年8月31日をもって運営終了）
- ミストオブカオス（2007年3月、PS3）

### ノンブランド・アイエフタイプ零
- シミュレーション・RPG
  - オアシスロード（1999年2月、PS）
  - ザ・メックスミス RUN=DIM（2000年8月、PS2）
  - RUN=DIMランディム アズ ブラックソウル（2001年12月、DC）
  - リバースムーン（2005年11月、PS2）
  - カオスウォーズ（2006年9月、PS2）
  - リサと一緒に大陸横断 A列車で行こう（2006年6月、PSP）
  - トリニティ・ユニバース（2009年10月、PS3）
- アドベンチャー
  - 厄 友情談疑（1996年1月、PS）
  - CG昔話し じいさん2度びっくり!!（1996年1月、PS）
  - 厄痛 呪いのゲーム（1997年2月、PS）
  - SAMURAI 7（2006年5月、PS2）
  - うわさの翠くん!! 夏色ストライカー（2007年9月、DS）
- その他
  - スカイサーファー（2000年4月、PS2）
  - イカサマ麻雀（2000年5月、PS）
  - まみむめ★もがちょのプリントアワー（2000年12月、PS2）
  - 神代學園幻光録 クル・ヌ・ギ・ア（2008年10月、PS2）

### アイエフメイト
恋愛をテーマにした作品群（男性向け）。
- アドベンチャーゲーム
  - ステディ×スタディ（2004年3月、PS2）
  - ロスト・アヤ・ソフィア（2004年5月、PS2）
  - 蒼のままで……（2004年10月、PS2）
  - 天空断罪スケルターヘブン（2004年11月、PS2）
  - 月は切り裂く 〜探偵 相楽恭一郎〜（2005年2月、PS2）
  - 破滅のマルス（2005年5月、PS2）
  - ゲームになったよ!ドクロちゃん 〜健康診断大作戦〜（2005年11月、PS2）
  - 闇夜にささやく〜探偵 相楽恭一郎〜（2006年2月、PS2）
  - あそびにいくヨ!〜ちきゅうぴんちのこんやくせんげん〜（2006年7月、PS2）
  - 女子高生 GAME'S-HIGH !!（2006年9月、PS2）
  - REC☆ドキドキ声優パラダイス☆（2006年11月、PS2）
  - 月面兎兵器ミーナ -ふたつのPROJECT M-（2007年7月、PS2）
  - 妖鬼姫伝 ～あやかし幻灯話～（2007年8月、PS2）

### アイエフBメイト
- 仔羊捕獲ケーカク! スイートボーイズライフ （2006年11月、PS2）

### ルピナス
アイエフメイトに個性と話題性を持たせて萌えをテーマにした作品群。
- アドベンチャーゲーム
  - お掃除戦隊くりーんきーぱー（2008年3月、Wii）
- 萌え型学習ソフト
  - もえたんDS（2008年7月、ニンテンドーDS）
- 恋愛アドベンチャーゲーム
  - 俺の嫁 〜あなただけの花嫁〜（2010年10月28日、Xbox 360）
  - マジてん 〜マジで天使を作ってみた〜（2012年9月20日、Xbox 360）

## ラジオ番組
- インターネットラジオ アイエフ放送局
- もっとI(アイ)をチョウダイよ!!!Radio

## 関連人物
- 日野慎之助
- 中村龍徳
- 平野克幸
- つなこ